# Жизнь не здесь
«Жизнь не здесь» (чеш. Život je jinde) — роман чешского писателя Милана Кундеры, впервые опубликованный в 1969 году (второй по счёту роман этого автора). Представляет собой философское повествование, главный герой которого — поэт по имени Яромил, эволюционирующий от сюрреализма в духе А. Бретона к социалистическому реализму. В центре сюжета взаимоотношения поэта и истории.
Литературоведы отмечают, что «Жизнь не здесь» была написана Кундерой под влиянием событий «Пражской весны» и передаёт атмосферу этого периода.